# Böndi Gyöngyike
Böndi Gyöngyike (Kolozsvár, 1952. október 2. –) közgazdász, Máramaros megyei önkormányzati képviselő, országgyűlési képviselő volt a román parlamentben 1996-tól 2004-ig az RMDSZ színeiben.  2004–2008 között Máramaros megye prefektusa, majd 2009–2012 között alprefektusa.

## Külső hivatkozások
- Camera Deputaților – Országgyűlés Archiválva 2016. február 24-i dátummal a Wayback Machine-ben
- Romániai Magyar Demokrata Szövetség – RMDSZ